# Волконская волость
Волко́нская во́лость — упразднённая административно-территориальная единица, существовавшая в составе 2-го стана Дмитровского уезда Орловской губернии до 1927 года.
Административными центрами были село Волконск (1861—1923 гг.) и деревня Берёзовка (1923—1927 гг.).

## История
Образована в ходе крестьянской реформы 1861 года. К концу XIX века к Волконской волости была присоединена часть территории упразднённой Островской волости. В 1920-е годы неоднократно укрупнялась за счёт территорий соседних волостей. Упразднена в 1927 году.

## Населённые пункты
По данным 1877 года волость включала в себя 7 населённых пунктов:
| № | Населённый пункт | Тип населённого пункта |
| - | ---------------- | ---------------------- |
| 1 | Волконск         | село, администр. центр |
| 2 | Белочь           | деревня                |
| 3 | Дружно           | деревня                |
| 4 | Дудинка          | деревня                |
| 5 | Обратеево        | село                   |
| 6 | Пальцево         | деревня                |
| 7 | Поповка          | деревня                |

## Сельсоветы
После установления советской власти на территории волости стали образовываться сельсоветы. По состоянию на 1926 год в составе укрупнённой Волконской волости были следующие сельсоветы:
- Бородинский
- Волконский
- Друженский
- Жихаревский
- Обратеевский
- Работьковский
- Рублинский
- Юровский